# Ulodemis falsa
Ulodemis falsa är en fjärilsart som beskrevs av Edward Meyrick 1914. Ulodemis falsa ingår i släktet Ulodemis och familjen vecklare. Inga underarter finns listade i Catalogue of Life.